# Карабулак (Челябинская область)
Карабула́к — посёлок в Кизильском районе Челябинской области России. Административный центр Карабулакского сельского поселения.

## География
Расстояние до районного центра села Кизильского 34 км.

## Население
| 2002 | 2010 |
| ---- | ---- |
| 637  | ↘628 |

По данным Всероссийской переписи, в 2010 году численность населения посёлка составляла 628 человек (299 мужчин и 329 женщин).
Проживают русские, башкиры.

## Улицы
Уличная сеть посёлка состоит из 7 улиц и 6 переулков.